# Гончарова, Клавдия Григорьевна
Клавдия Григорьевна Гончарова (урожд. Гончаренко; 29 октября (10) ноября 1894 год, Киев — 17 июня 1960, Новосибирск) — русская и советская театральная актриса, народная артистка РСФСР (1950).

## Биография
Клавдия Гончарова (урожд. Гончаренко) родилась 29 октября (10) ноября 1894 года в Киеве.
На театральной сцене начала выступать с 1913 года. Работала в театрах Житомира, Брянска, Гомеля, Тулы и других городов.
С 1929 года играла в передвижном театре «Красный факел», который с 1932 года стал постоянным театром Новосибирска. Выступала в театре до 1960 года, где была ведущей актрисой. В 1950 году стала первой народной артисткой РСФСР в Сибири.
Умерла 17 июня 1960 года в Новосибирске. Похоронена на Заельцовском кладбище (квартал 68).

## Награды и премии
- Заслуженная артистка РСФСР (1945).
- Народная артистка РСФСР (1950).
- Орден Трудового Красного Знамени (1953)[2].

## Работы в театре
- «Горе от ума» А. С. Грибоедова — Софья
- «Отелло» У. Шекспира — Дездемона
- «Гроза» А. Н. Островского — Катерина
- «Месяц в деревне» И. С. Тургенева — Наталья Петровна
- «Зыковы» М. Горького — Софья
- «Егор Булычов и другие» М. Горького — Глафира
- «Любовь Яровая» К. Тренева — Любовь Яровая, Панова
- «Анна Каренина» по Л. Толстому — Анна Каренина
- «Русские люди» К. Симонова — Мария Николаевна
- «Семья» И. Попова — М. А. Ульянова
- «Глубокая разведка» А. А. Крона — Марго
- «Счастье» П. А. Павленко — Огарнова